# Laughing Bird Cay
Laughing Bird Cay är en ö i Belize.   Den ligger i distriktet Stann Creek, i den sydöstra delen av landet, 110 km sydost om huvudstaden Belmopan.